# Stictonaclia zygaenoides
Stictonaclia zygaenoides là một loài bướm đêm thuộc phân họ Arctiinae, họ Erebidae.